# 100万トンのバラバラ
『100万トンのバラバラ』（100まんトンのバラバラ、Patchwork Heroes）は、PlayStation C.A.M.P!の企画としてアクワイアが開発し、ソニー・コンピュータエンタテインメントが2010年2月18日に発売したPSP用アクションゲームである。

## ルール
『QIX』（タイトー）に代表される陣取りゲームに類似しており、画面上部にあるタイマーが無くなる前に戦艦を切断し尽くすのが目的である。○ボタンを押しながら移動すると戦艦を切ることができる。戦艦の端から端まで切ると、切断された戦艦の面積の小さい方が落ちていく。これを戦艦を航行不能になるまで繰り返す（残り面積は画面左上にパーセント表記で表示される）。
なお、戦艦の切断パーセントに応じてタイマーが一時停止する。戦艦には灰色の部分があり、ここは戦艦の切断やアイテムによって貯まる『やる気ゲージ』を消費する『やる気アタック』か、仲間と引き換えに使用できる『ボム』でのみ破壊できる。『やる気アタック』は移動速度も速くなるが、一度発動するとやる気ゲージが全て無くなるまで持続する。ボムはアイテムによって爆風の方向が変化する。Rボタンで敵の攻撃を防ぐことが出来る。戦艦には仲間がいることがあり、仲間が閉じ込められた『ろうや』に触れると救助したことになる。ただし、仲間を助けずに牢屋ごと切断した場合は救助不可になる。敵の攻撃を受けると仲間を失い、仲間がいない状態で敵の攻撃を受けるか、誤ってボムの爆風に触れるとゲームオーバーになる。
住民票や墓場、階級などのコレクション要素もある。

## ストーリー
文明が何度か入れ替わり、木々が覆い尽くした世界。やっと人々が静かに暮らし始めた頃の時代の話。古の文明の発電施設を掘り起こした人々はそこにすみつき、小さな「町」を作った。同じ頃、世界のいろんな所で「巨大戦艦」が突然動き出す。戦艦たちは誰も乗っていないのに空を好き勝手に飛び、地上にミサイルを落としあばれ回った。ある日、戦艦の一つが人々の暮らす町にやってきた。強力な武器を持っていない町の人たちは町を守るために戦艦に乗り込み戦った。それから町と戦艦の戦いはとほうもなく長く続いたのだった。
その戦いのなか、一人の子どもが戦艦の中から助け出された。「ティトリ」と名付けられたその子は町の人々によって育てられた。そしてティトリが部隊の隊長になったころから物語は始まる。

## 主要な登場人物
ティトリ
本作の主人公。町を守る部隊の下っ端隊長。負けん気が強くて、ちょっとお調子者。子供の頃、戦艦に乗ってやって来た。下っ端ゆえに使い走りされる役回り。
トトネル
部隊の輸送船を操るガンコ親父。昔はブイブイ言わせていて、今でも歳には勝てないのに張り切りすぎなのが珠に瑕。腰に不安がある。
アスリ
戦艦に捕まっていた所をティトリ達に助けられた、ある王国の王女。暴走気味の行動力と戦艦に関する知識があり、周囲を振り回す。お供の学者達と町に隠された秘密を暴き、それを戦艦対策に使おうとするが…
コジャ
アスリの弟。アスリと同じくティトリ達に助けられた。ティトリとは歳が近い。姉にはいつまで経っても子ども扱いされており、良い様にコキ使われている。トトネルの代わりに輸送船の操縦をすることになる。調子に乗って急にアクロバット飛行をやることも。
タイトル画面であるコマンドを入力すると『勇者のくせになまいきだ。 のっとられ体験版』がプレイできる。また、本ゲームと『勇者のくせになまいきだ:3D』で特定のコマンドを入力すると『100万トンのバラバラ 1万トン体験版』をダウンロードすることが出来る。

## 主題歌
「100万トンの勇気をかかえて」 - 作曲：坂本英城 作詞：小島英士　歌：コヤマナオコ